# Héliophile
Ne doit pas être confondu avec hélophyte, plante semi-aquatique.

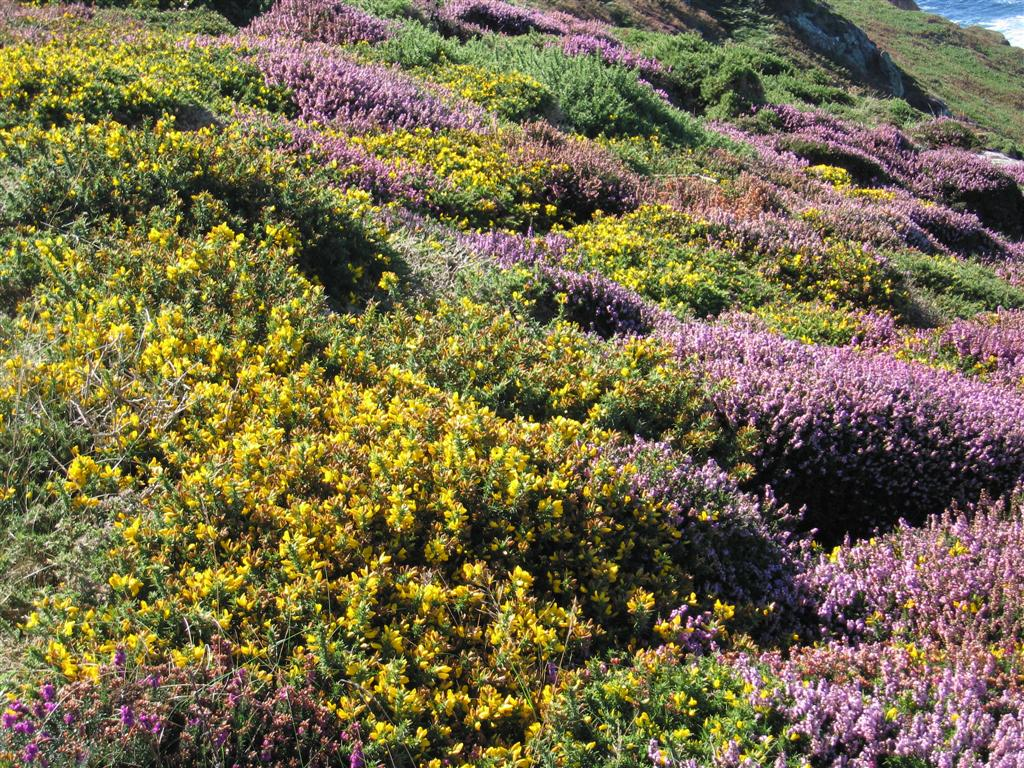
Cette lande acide à ajoncs et bruyère est un exemple de formations végétales héliophile, qu'on peut trouver sur milieux siliceux acide.

Un végétal héliophile (du grec hêlios, « soleil » et philos, « ami »), photophile (du grec photos, « lumière »)  ou luciphile (du latin lux, « lumière ») est un organisme qui ne peut effectuer son cycle de vie qu'entièrement à la lumière. L'héliophilie désigne ce tempérament vis-à-vis de la lumière. Les espèces végétales héliophiles sont parfois désignées sous le nom d'héliophytes.
Par extension, on peut aussi parler d'un taxon ou d'une formation végétale héliophile (qui s'épanouit dans les zones de plein ensoleillement). Parfois les écologues distinguent l'organisme ou le taxon photophile recherchant la lumière et l'héliophile appréciant les situations d'ensoleillement direct fort et long. 

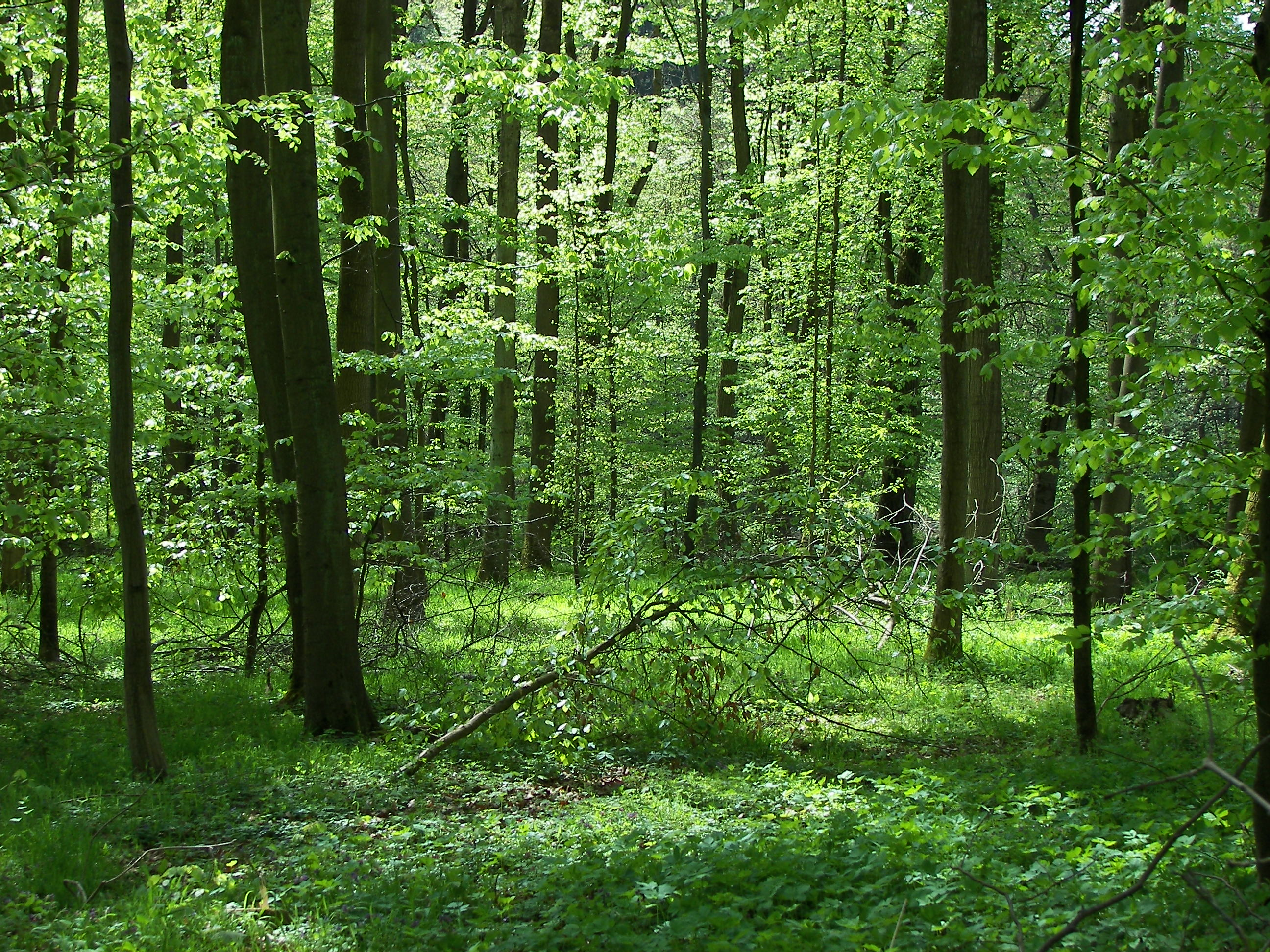
Port plagiotrope de jeunes pousses de hêtre, permettant une captation optimale de la lumière. Espèce scia-héliophile, le hêtre s'installe sous le couvert du peuplement-mère ou d'essences héliophiles, bénéficiant de l'effet positif de la canopée sur l'humidité de l'air. Ce caractère de tolérance à l'ombre lui permet d'attendre une ouverture propice à sa croissance en hauteur sous les arbres dominants, pendant des dizaines d'années.

À l'opposé, les plantes des sous-bois (étages inférieurs de la forêt) où elles effectuent leur cycle de vie sous ombrage, sont nommées généralement sciaphiles ou umbrophiles (du grec skia et du latin umbra, « ombre »). Certaines espèces en germination ou au stade juvénile sont tolérantes à l'ombrage, survivent très bien dans la faible luminosité, mais deviennent héliophiles au stade de maturité. C'est notamment le cas des essences forestières du sous-bois, attendant une ouverture du couvert (feux, chablis, interventions humaines telles que les coupes de forte intensité...) pour croître. En raison de cette ambivalence, elles sont nommées parfois scia-héliophiles.

## Dans les forêts tempérées européennes
Dans cette zone géographique, des espèces comme la fougère aigle (Pteridium aquilinum), la digitale pourpre (Digitalis purpurea), le genêt à balais (Cytisus scoparius) ou les bruyères callunes (Calluna vulgaris) sont des plantes héliophiles.

En forêt, dans le cycle sylvogénétique, un stade héliophile pionnier précède des stades de forêt de plus en plus mature sous laquelle les espèces héliophiles cèderont peu à peu la place à des espèces sciaphiles. Les premières réapparaitront, provisoirement, à la faveur d'un chablis important, d'un  incendie, du passage de grands herbivores ou d'une coupe forestière.

## Dans les forêts tropicales humides
Sous ce climat, le parasolier (Musanga cecropiodes) ou le moabi (Baillonella toxisperma) sont des espèces typiquement héliophile, nécessitant des chablis, des éclaircies ou des clairières naturelles pour leur bonne croissance. 
Le caractère héliophile ou non d'un végétal est particulièrement important à prendre en compte en jardinage et horticulture, en agronomie et agrosylviculture ou forêt-jardin (pour la mise en place de cultures associées herbacées/arbres par exemple), en foresterie pour le renouvellement des générations.